# Municipio de Woodville (Minnesota)
El municipio de Woodville (en inglés: Woodville Township) es un municipio ubicado en el condado de Waseca en el estado estadounidense de Minnesota. En el año 2010 tenía una población de 1332 habitantes y una densidad poblacional de 16,62 personas por km².

## Geografía
El municipio de Woodville se encuentra ubicado en las coordenadas 44°3′31″N 93°27′22″O / 44.05861, -93.45611. Según la Oficina del Censo de los Estados Unidos, el municipio tiene una superficie total de 80.13 km², de la cual 77.62 km² corresponden a tierra firme y (3.14%) 2.51 km² es agua.

## Demografía
Según el censo de 2010, había 1332 personas residiendo en el municipio de Woodville. La densidad de población era de 16,62 hab./km². De los 1332 habitantes, el municipio de Woodville estaba compuesto por el 98.35% blancos, el 0.15% eran afroamericanos, el 0.3% eran amerindios, el 0.38% eran asiáticos, el 0.08% eran isleños del Pacífico, el 0.53% eran de otras razas y el 0.23% pertenecían a dos o más razas. Del total de la población el 2.03% eran hispanos o latinos de cualquier raza.